# Eunidia atripes
Eunidia atripes là một loài bọ cánh cứng trong họ Cerambycidae.